# Casandra Montero
Casandra Montero Rodríguez (La Antigua, Veracruz, 31 de mayo de 1994) es una futbolista mexicana que se desempeña como centrocampista en el Club Deportivo Guadalajara Femenil de la Primera División Femenil de México.

## Biografía
Montero jugó para el equipo de fútbol amateur Orizaba Real Tamuin. En 2017, fue capitana del equipo y anotó 41 goles en el torneo regional de fútbol femenino. Más tarde se unió al cuerpo técnico del equipo.
Montero también jugó rugby en su juventud. Fue miembro del Tepetlán Rugby Club de Córdoba. En 2015, representó a México en Women's Sevens Series en Dublín.

## Trayectoria

### Tiburones Rojos de Veracruz
Debutó, profesionalmente, con los Tiburones Rojos de Veracruz Femenil el 15 de julio de 2019 enfrentando al Querétaro Fútbol Club Femenil.

### Mazatlán Fútbol Club
En diciembre de 2019, Montero se incorporó a los Monarcas Morelia Femenil. Se quedó con el equipo luego de su reubicación y cambio de marca como Mazatlán Fútbol Club Femenil.

### Club Deportivo Guadalajara
En junio de 2021, Montero fichó por el Club Deportivo Guadalajara Femenil.

## Selección nacional
En 2013, Montero fue convocada a la selección femenina de fútbol sub-20 de México.
Debutó con México el día sábado 9 de abril de 2022 en la victoria 0-11 de El Tri sobre Anguila, encuentro en el que anotó el quinto gol.

## Palmarés

### Títulos nacionales
| Título          | Club             | País   | Año  |
| --------------- | ---------------- | ------ | ---- |
| Liga MX Femenil | Club Guadalajara | México | 2022 |